# Teréza Nováková
Teréza Nováková (nata Lanhausová; Praga, 31 dicembre 1853 – Praga, 13 novembre 1912) è stata una scrittrice, editrice ed etnografa ceca.

## Biografia
Sposò l'insegnante Josef Novák, con cui ebbe sei figli. Avendo suo marito trovato lavoro a Litomyšl, nella Boemia orientale, Nováková si interessò al folclore locale, influenzata dall'opera di Karolína Světlá con cui aveva lavorato in precedenza a Praga. Fondò inoltre l'Associazione delle signore e delle ragazze (in ceco Spolek paní a dívek) per le donne della classe media locale e acquistò un cottage nella zona, tuttavia la morte della figlia maggiore nel 1895 la costrinse a tornare a Praga. La sua salute iniziò a peggiorare nel 1907 e vi morì il 13 novembre 1913.
Iniziò a scrivere articoli, racconti e romanzi mentre viveva a Litomyšl, i primi che descrivevano la vita convenzionale della classe media. Nel 1890, quando pubblicò Maloměstský román ("Romanzo di paese"), si servì del realismo per condannare quella che considerava l'idealizzazione nazionale insulare della società ceca. Pubblicò il più etnografico dei suoi articoli sulla rivista Domací hospodyně. I suoi primi articoli non mettevano in discussione gli atteggiamenti convenzionali sulle donne e il loro ruolo nella famiglia, ma all'inizio degli anni 1890 aveva pubblicato due importanti studi sullo stato sociale delle donne. Nel primo, J. S. Millovo Poddanství žen, espose i concetti di libertà e responsabilità di John Stuart Mill nei confronti delle donne. Nel secondo, L. N. Tolstojova Kreutzrova sonata ze stanoviska ženského, mostrò i dibattiti sulle differenze morali tra uomini e donne che erano stati generati dal controverso lavoro di Tolstoj.